# Low Kidd
Low Kidd, pseudonimo di Lorenzo Paolo Spinosa (Milano, 19 settembre 1989), è un produttore discografico italiano.

## Biografia
La carriera musicale di Low Kidd inizia nel 2012, quando cura la direzione artistica di 333 Mob che nel 2015 dopo i vari lavori fatti con Slait è diventata ufficialmente un'etichetta discografica indipendente.
La collaborazione fra Low Kidd e la Machete Crew inizia nel 2014, quando lui produce il brano Phil de Payne, nona traccia del Machete Mixtape III, poi certificato disco d'oro.
Low Kidd inizia una collaborazione con Nitro che lo porta ad essere il produttore più presente nel suo secondo album in studio intitolato Suicidol.
In quello stesso periodo forma con Charlie Charles, i The Mob, un duo di produttori ai tempi non tanto conosciuto, insieme producono un brano di Sfera Ebbasta, OGNT.
L'anno seguente Low Kidd è fra i produttori di Hellvisback di Salmo e fra i produttori di Jack uccide di Jack the Smoker.
A fine 2016 Low Kidd inizia a lavorare con Lazza, i due sono subito in sintonia e pubblicano assieme Wall Street Freestyle e DDA, quest'ultimo è il singolo che anticipa Zzala, di cui è principale produttore, album di debutto di Lazza, primo artista della 333 Mob ed è fra i produttori dell'album di debutto di Dani Faiv intitolato The Waiter.
Nel 2018 oltre ad essere fra i produttori di No Comment di Nitro, Fruit Joint di Dani Faiv e Playlist di Salmo, pubblica il suo primo album in studio intitolato 3 Indigo.
Nel 2019 è il principale produttore di Re Mida di Lazza. Nel luglio dello stesso anno è fra i produttori del Machete Mixtape 4, risultando essere il produttore più presente di tutto il mixtape, avendo prodotto ben 6 tracce, la più ascoltata Marylean con la presenza di Salmo, Marracash e Nitro, No Way con la voce di tha Supreme, Tedua e Nitro, Io può (con Jack the Smoker, la nuova arrivata Beba e Salmo), Bud Spencer e Sugar co-prodotta con Salmo, la doppietta Lazza-Salmo e l'ultima FQCMP.
Nel 2020 esce BV3, album di Slait, tha Supreme, Young Miles e, appunto, Low Kidd.
Nel 2022 è il principale produttore, insieme a Drillionaire, di Sirio di Lazza.

## Discografia

### Album in studio
- 2018 – 3 Indigo

### Mixtape
- 2020 – Bloody Vinyl 3 (con Slait, Young Miles e Tha Supreme)

### Singoli
- 2018 – TT 3
- 2021 – Testamento (La resa dei conti) (con Slait, Young Miles feat. J Lord e Shari)

### Produzioni
- 2014 – Machete Crew – Machete Mixtape III
- 2015 – Nitro – Suicidol
- 2015 – Sfera Ebbasta - OGNT
- 2016 – Salmo – Hellvisback
- 2016 – Jack the Smoker – Jack uccide
- 2017 – Lazza – Zzala
- 2017 – Dani Faiv – The Waiter
- 2017 – Ensi – V
- 2018 – Nitro – No Comment
- 2018 – Dani Faiv – Fruit Joint
- 2018 – Salmo – Playlist
- 2019 – Lazza – Re Mida
- 2019 – Zoda – Ufo
- 2019 – Machete Crew – Machete Mixtape 4
- 2019 – Marracash – Persona
- 2020 – Elodie – This Is Elodie
- 2020 – Nitro – GarbAge
- 2020 – Dani Faiv – Scusate
- 2020 – Gué Pequeno – Mr. Fini
- 2020 – Jack the Smoker – Ho fatto tardi
- 2020 – Lazza – J
- 2020 – Emis Killa & Jake La Furia – 17
- 2021 – Izi – Santa Bandana
- 2021 – Salmo – Flop
- 2022 – Fabri Fibra – Caos
- 2022 – Lazza – Sirio
- 2022 – Rondodasosa – Trenches Baby
- 2023 – Rose Villain – Radio Gotham
- 2023 – Nitro – Outsider
- 2024 – Lazza – Locura